# نوک‌شلاقیان

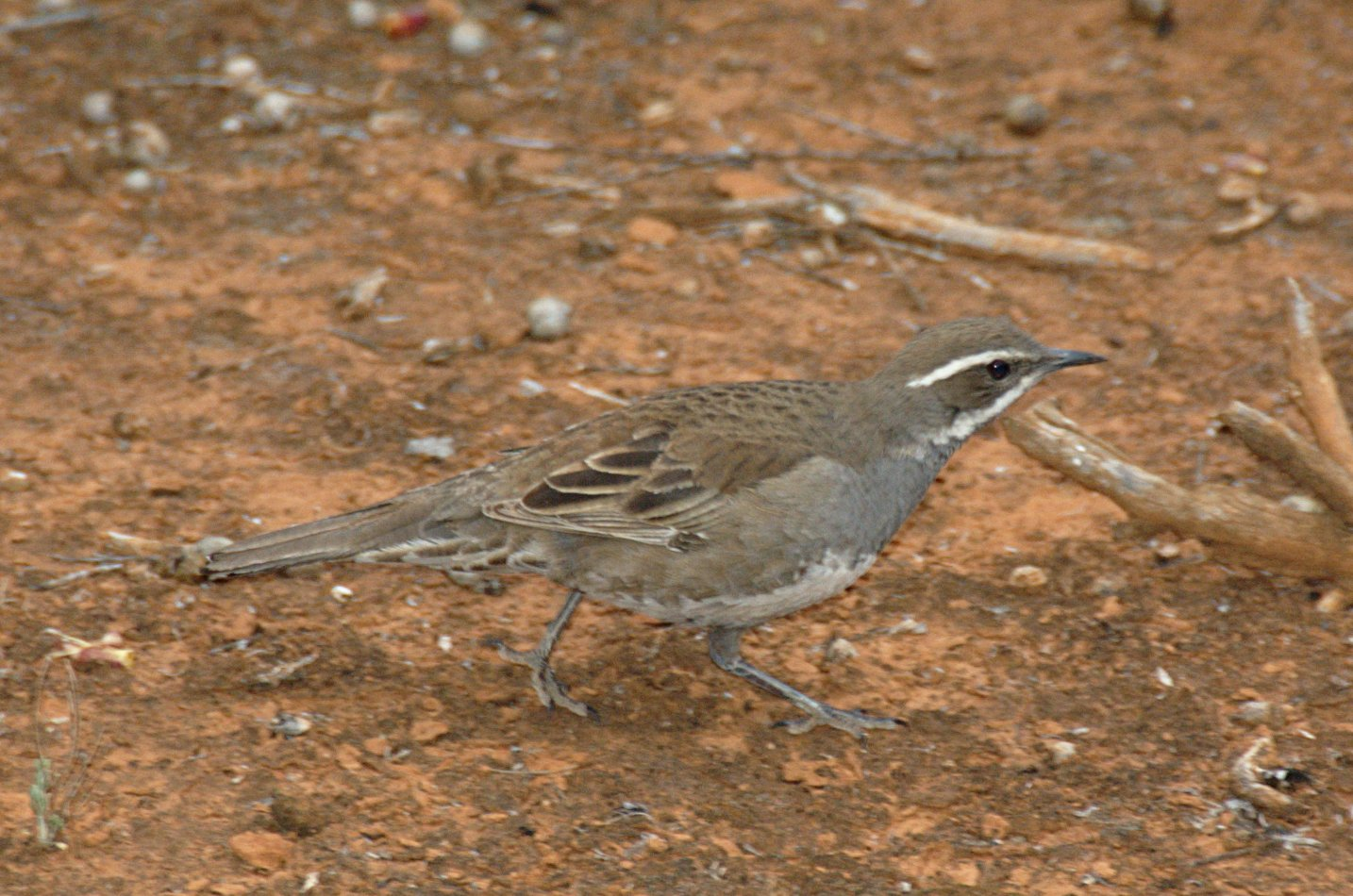
توکابلدرچین پشت‌بلوطی (Cinclosoma castanotum)

نوک‌شلاقیان (به لاتین: Psophodidae) تیره‌ای از پرندگان گنجشک‌سان بومی استرالیا و مناطق مجاور است. تاریخچه طبقه‌بندی پیچیده‌ای دارد و نویسندگان مختلف پرندگانی را که در این تیره قرار می‌دهند متفاوت است. در دقیق‌ترین مفهوم، تنها شامل ۵ یا ۶ گونه از پرندگان نوک‌شلاقی و نوک‌گوه‌ای (نوک‌شلاقی‌ها (Psophodes) و Androphobus) می‌شود، اما برخی از نویسندگان همچنین شامل توکابلدرچین (Cinclosoma)، ۸ گونه از پرندگان زمینی هستند که در استرالیا و گینه نو و گهرلیکو (Ptilorrhoa)، ۳ یا ۴ گونه موجود در جنگل‌های بارانی در گینه نو یافت می‌شوند. دیگران آنها را در تیرهٔ خود، Cinclosomatidae قرار می‌دهند. پیش از این گاهی در تیرهٔ Eupetidae نامیده می‌شد، لیکویلوه مالزیایی (Eupetes macrocerus) قرار می‌گرفت.
- سردهٔ Androphobus
  - نوک‌شلاقی پاپوآیی، Androphobus viridis
- سردهٔ نوک‌شلاقی‌ها Psophodes
  - نوک‌شلاقی شرقی، Psophodes olivaceus
  - نوک‌شلاقی گلوسیاه، Psophodes nigrogularis
  - نوک‌شلاقی شکم‌سفید، Psophodes leucogaster
  - نوک‌گوه‌ای زنگوله‌ای، Psophodes occidentalis
  - نوک‌گوه چیروپ‌زن، Psophodes cristatus